# Bildungsauftrag
Als Bildungsauftrag wird die Aufgabe staatlicher Institutionen bezeichnet, für die Allgemeinheit geeignete Bildungsangebote zu erarbeiten und bereitzustellen. Er gilt prinzipiell für alle geförderten Bildungseinrichtungen, meist ist aber der Auftrag für den öffentlich-rechtlichen Rundfunk gemeint – insbesondere in den Bereichen Kunst, Kultur und politische Bildung.
Der Bildungsauftrag ist in den Industriestaaten selbstverständlich und teilweise auch gesetzlich formuliert. Für öffentliche Schulen findet er in Schulprofilen und Lehrplänen seinen Niederschlag, für Hochschulen u. a. in den Studienplänen, in der Erwachsenenbildung im Selbstverständnis der Träger des jeweiligen Bildungshauses.
Zu den Bildungsaufgaben zählt neben der Wissens- und Kulturvermittlung auch das Verständnis für soziale, kulturelle und geschichtliche Zusammenhänge, die religiöse und politische Bildung. Heute sind auch Bereiche der Wertevermittlung wichtig, etwa die Förderung von Toleranz, Aufgeschlossenheit, Ehrfurcht vor Mitmensch und Natur.

## Rundfunk und Fernsehen
Für den öffentlich-rechtlichen Rundfunk bzw. das Fernsehen ergibt sich der Bildungsauftrag bereits aus der Möglichkeit oder Pflicht, Rundfunkgebühren einzuheben. Beispielhaft sei dazu aus einer 2009 von der Universität Wien publizierten Analyse von J. Naderhirn (siehe 1. Weblink) zitiert, welche die Situation des ORF zum Thema hat:

„Das Österreichische Fernsehen hat so wie der gesamte ORF aufgrund seiner Finanzierung aus Zwangsgebühren einen öffentlich-rechtlichen Auftrag zu erfüllen. Der ORF ist dabei, sich selbst aufgrund dieser Konstellation in Frage zu stellen, denn immer mehr spielt die Frage der Quote bei der Programmgestaltung die Hauptrolle und die Frage, ob Kultur und Bildung in hohem Maß angeboten werden, tritt in den Hintergrund. Daher stellt sich auch die Frage der Daseinsberechtigung dieser öffentlich-rechtlichen Institution …“

In den 1960er-Jahren – als auf Druck unabhängiger Medien eine umfassende Rundfunkreform erfolgte  – seien große Investitionen getätigt worden, die „noch heute den ORF nachhaltig beeinflussen: Landesstudios wurden aufgebaut und das Programm wurde durch Bildungs- und Kulturprogramme erweitert. Im Zuge der Jahre wurde der parteipolitische Druck wieder größer, aber auch die Finanzsituation verschlechterte sich zusehends, sodass die Programmgestaltung stark vom Druck der Werbebranche abhängig wurde, die auch vom öffentlich-rechtlichen Fernsehen hohe Seherzahlen erwartete. Vor allem seit Beginn des Privatfernsehens wurde die so genannte „Quote“ zum Maßstab erfolgreicher Rundfunkmanager. Darunter litt jedoch das Programm des ORF, das eben, aufgrund der Gebührenfinanzierung, einen anderen Auftrag zu erfüllen hätte als private Fernsehanstalten, bei denen es zur Trivialisierung (ver-)kam…“

## Entwicklungspolitik
In Deutschland laufen ähnliche Diskussionen zum Rundfunk im Spannungsfeld zwischen öffentlichem Bildungsauftrag, Finanzierung und „Quote“. Eine gute Lösung herrscht hingegen im Bereich Entwicklungspolitik durch die Informationsstelle Bildungsauftrag Nord-Süd. Sie hat ihren Sitz in Wiesbaden und koordiniert die entwicklungsbezogene Bildungsarbeit in der gesamten BRD, finanziert als Gemeinschaftsprojekt von Bundesländern, Ministerium, Europäischen Union (EU) und Evangelische Kirche.
Zu den Aufgaben der Informationsstelle Bildungsauftrag Nord-Süd zählen u. a.:
- Ein bundesweites Informationsnetz zwischen Bildungsträgern, Bundesländern, Verbänden und NGOs
- Publikationen, Rundbriefe und entwicklungspolitische Webseiten
- Öffentlichkeitsarbeit, auch zur Verankerung der Entwicklungspolitik in der schulischen und außerschulischen Bildung
- Planung und Unterstützung von Veranstaltungen der Länder und NGOs für Entwicklungshilfe
- Unterstützung von Arbeitsgruppen der VENRO und des Bund-Länder-Ausschusses zur EZA. Arbeitsgruppe „Informations- und Bildungsarbeit“ Entwicklungszusammenarbeit.
- Kooperation mit analogen Einrichtungen im europäischen Ausland und dem Europarat.

## Schule
Der Bildungsauftrag der Schulen ist in Deutschland in den Schulgesetzen der jeweiligen Bundesländern geregelt. Sie haben dabei die Aufgabe, „jeden jungen Menschen durch Erziehung und Ausbildung auf die Wahrnehmung von Verantwortung, Rechten und Pflichten in Staat und Gesellschaft sowie in der ihn umgebenden Gemeinschaft vorzubereiten.“

## Weitere Teilaufgaben
Zu den Bildungsaufträgen der verschiedenen Bereiche gehört auch
- Klärung der Verantwortung für kultur- und bildungspolitische Ziele
- Koordinierung der entsprechenden Stellen
- Öffentlichkeitsarbeit zur Verankerung bildungspolitischer Inhalte für Schule, Hochschule und Erwachsenenbildung
- Arbeitsgruppen der wichtigsten Bildungsträger
- Kooperation mit entsprechenden Einrichtungen der Nachbarstaaten und des Europarates
- Forschungsprojekte zum Thema und entsprechende Berichte an die Medien
- Erstellung von Informationssystemen und Adressverzeichnissen zur Bildungsarbeit.